# Убийца, ваш выход!
«Убийца, ваш выход!» (англ. Enter a Murderer) — второй детективный роман Найо Марш из серии о старшем инспекторе Скотленд-Ярда Родерике Аллейне и первый роман Марш, где театр стал фоном для действия. Впервые издан в 1935 году издательством Geoffrey Bles. Не был ни разу экранизирован, но был поставлен в театре. Роман является классикой Золотого века детективного жанра, высоко ценится литературными критиками. Его называют одним из лучших ранних произведений писательницы. Роман нравился Ф. Д. Джеймс.

## Сюжет
Роман начинается с 25 мая, когда актёр Артур Сюрбонадье (настоящая фамилия Саймс), недовольный распределением ролей в спектакле «Крыса и Бородач», что ставится в театре «Единорог», навещает своего дядю Джейкоба Сейнта. Это недовольство перерастает в ссору, Сюрбонадье пытается идти на шантаж, однако дядя сам его угрожает. Все это слышал слуга.
Далее все продолжается 7 июня, на вечеринке, посвященной премьере спектакля «Крыса и Бородач», что проходила на квартире актёра Феликса Гарднера. Там впервые появляются все главные действующие лица, не считая несколько исключений: старая Сьюзен Макс, Джанет Эмерелд, Стефани Вон (она и Феликс Гарднер встречаются, однако в мисс Вон безответно влюблен Артур Сюрбонадье), Дж. Беркли Крамер, Дульси Димер, Говард Мелвилл, а также там были Артур Сюрбонадье и Джейкоб Сейнт. Так же присутствовал Найджел Батгейт, журналист (друг старшего инспектора Скотленд-Ярда Родерика с момента убийства во Франтоке). Все, втайне или открыто, чувствуют неприязнь к Сюрбонадье; особенно Дж. Беркли Крамер, который должен был играть роль Крысы, но её отдали Сюрбонадье. Драматург Джордж Симпсон начинает разговор о канители с револьвером. По его мнению, не очень убедительно выглядело то, когда в третьем акте Гарднер-Крыса стреляет в Сюрбонадье-Бородач в упор, и тот падает замертво. Револьвер принадлежит Гарднеру, которому достался от старшего брата по наследству.
Утром 14 июня, по прошествии недели аншлага на «Крысе и Бородаче», Феликс Гарднер отправил Найджелу Батгейту в подарок два билета в партер. Анжелы Норт, любовного интереса Батгейта с первой книги, не было в городе (она не появляется в романе), и Батгейт пригласил с собой на спектакль родерика Аллейна.
Ближе к вечеру того же 14 июня Артур Сюрбонадье явился на квартиру Стефани Вон и сделал ей предложение. Это происходило нев первый раз. Стефани Вон говорит, что сейчас она «вся на нервах», и не способно кого-либо любить. Сюрбонадье язвительно спрашивает: «Даже Феликса Гарднера?». Сюрбонадье делает выводы, что Гарднер его оттеснил. Стефани Вон делает ошибку, намекнув, что согласна стать женой Сюрбонадье, но не в это время. Сюрбонадье делает попытку её изнасилования, но приходит Феликс Гарднер.
В 7:10 вечера (вероятно, все того же 14 июня, так как нет обозначения точной даты) все актёры (за исключением старой Сьюзен Макс, которая выходила на сцену лиши в третьем акте, а потому и приходившая к 8 часам) были в театре. В это время к служебному входу на сцену театра «Единорог» подошли Батгейт и Аллейн. Они представились привратнику Блэру. Старик принял их визитные карточки и зашел в театр, и когда вышел, разрешил гостям пройти внутрь. Он провел их к Феликсу Гарднеру в гримерную. Там же находился Дж. Беркли Крамер. Завязался разговор о профессии Аллейна. Крамер покинул гримерную, когда кто-то прокричал: «Внимание, полчаса! Внимание, полчаса!», так как он ещё не гримировался, а именно он первым появляется на сцене в спектакле. На смену Крамеру пришел немного пьяный Артур Сюрбонадье, но и тот вскоре уходит. После того, как гримировка Гарднера была закончена, и он был готов любой момент выйти на сцену, все перешли в гримерную Стефани Вон. Когда завязалась беседа о книгах о преступниках, ворвался Сюрбонадье. Между ним и Гарднером началась ссора (причиной её был Сюрбонадье), и Аллейн с Батгейтом поспешили выйти. Когда они шли по узкому коридору к сцене, в театр пришла Сьюзен Макс.
В третьем акте на сцене оказались Гарднер, Сюрбонадье и мисс Вон. Бородач (Сюрбонадье) держал Гарднера на прицеле револьвера, межу их персонажами завязалась драка, и револьвер оказался в руках Каррутерса (Гарднер). Тот не стал медлить и выстрелил в Бородача. Как позже оказалось, кто-то намеренно заменил муляжи пуль в револьвере на настоящие, и выстрел быр роковым. Артур Сюрбонадье падает замертво. Инспектор Аллейн начинает расследование.

## Издания на русском языке
На русском языке роман издавался три раза.
1. 1990 год, антология «Убийца, ваш выход!», вместе с романами Агаты Кристи «Смерть лорда Эджвера» и Алана Милна «Загадка Ред Хауза». Переводчик Виктор Рамзес (1940—1987), издательство Блик, составитель Михаил Рудницкий.
2. 1992 год, антология «Проигравший платит», вместе с романами Рэймонда Чандлера «Занавес» и Бернда Диксена «Проигравший платит». Переводчик Н. Щеглова, издательство Крим-Пресс. Название романа в переводе Щегловой — «Убийца, на выход!».
3. 2014 год, в сборнике с другим романом Найо Марш, «Премьера» (1951). Серия «Золотой век английского детектива», издательство АСТ. Переводчик — Аркадий Кабалкин (родился в 1958).

## Рецензии

### Observer(Torquemada, 3 марта 1935)

#### Перевод на русский
Ещё один актёр был убит всерьез, играя в «убийцу», и на этот раз потеря незначима и скорее благоприятна. Это не означает, что есть что-то неприемлемое о тайне мисс Марш, которая является оригинальной и связанной. Г-жа Марш пишет со знанием театра, и делает это знание интересным; он либеральна с подозреваемыми, от владельца театра до бедных старых реквизитов. Поздравляем её с самым неожиданным из финальных аккордов, и надеемся, что она порассуждает с эпиграмматическим детективом-инспектором Аллейном, C. I. D., о таких фразах, как: «Aw hell, buddy».

#### Оригинал
Yet another theatrical has been murdered in earnest while playing the murderee, and this time the loss is no one’s. This does not mean that there is anything derivative about Mr. Marsh’s mystery, which is original and well-knit. Mr. Marsh writes with knowledge of the theatre, and makes that knowledge interesting; he is liberal with suspects, from the owner of the theatre down to poor old Props. We congratulate him on the slickest of final curtains, and hope he will reason with epigrammatic Detective-Inspector Alleyn, of the C.I.D., about such phrases as: ‘Aw hell, buddy.’